# Transportministeriet
 Transportministeriet är ett ministerium i Danmark som ansvarar för transportfrågor inklusive tillsyn av statliga bolag inom området, internationellt arbete och 
upphandling av tåg- och färjetrafik. Det har funnits i sin nuvarande form sedan 27 juni 2019. Ministerier med ett fokus på transportfrågor har dock funnits sedan 1892.
Efter marsrevolutionen 1848 kom trafikfrågor att ligga under Indenrigsministeriet. Där förblev det till 1892 då Ministeriet for offentlige arbejder bildades. Det ministeriet lades ner 1896, men återuppstod 1890. Under perioden 9 november 1942 till 7 november 1945 fanns vid ministeriet två ministrar (vilket annars är en ovanlighet): en för offentliga arbeten och en trafikminister. Ministeriet bytte 1986 namn till Trafikministeriet som användes fram till 2005. Under tiden därefter skedde flera namnbyten och omorganiseringar. Efter valet 2005 blev Energistyrelsen en del av ministeriet som då också bytte namn till Transport- og energiministeriet. Då Klima- og Energiministeriet bildades 23. november 2007 överfördes Energistyrelsen dit och ministeriet återfick sitt gamla namn. Den ordningen varade till 2015 då ministeriet tog över ansvaret för byggfrågor från Klima-, Energi- og Bygningsministeriet och då bytte namn till Transport- og bygningsministeriet. Ministeriet bytte 2016 namn till Transport-, bygnings- og boligministeriet och efter valet 2019 bytte det åter namn, nu till Transport- og boligministeriet. Efter att boendefrågor överförts till Indenrigs- og boligministeriet 21 januari 2021 har ministeriet haft sitt nuvarande namn.